# Sestra encausta
Sestra encausta là một loài bướm đêm trong họ Geometridae.